# Pinelema zhewang
Espèce
Synonymes
- Telema zhewang Chen & Zhu, 2009

Pinelema zhewang est une espèce d'araignées aranéomorphes de la famille des Telemidae.

## Distribution
Cette espèce est endémique du Guizhou en Chine,. Elle se rencontre dans la grotte Zhoujia dans le xian de Ceheng dans le préfecture autonome buyei et miao de Qianxinan.

## Description
Le mâle holotype mesure 1,30 mm et la femelle paratype 1,38 mm.

## Étymologie
Son nom d'espèce lui a été donné en référence au lieu de sa découverte, Zhewang.

## Publication originale
- Chen & Zhu, 2009 : Two new troglobitic species of the genus Telema (Araneae, Telemidae) from Guizhou, southwestern China. Journal of Natural History, vol. 43, no 27/28, p. 1705-1713.